# CrossOver (ソフトウェア)
CrossOverとはLinuxやmacOS、ChromeOSで使用可能なMicrosoft Windowsの互換レイヤーである。この互換レイヤーによって多くのWindows アプリケーションをLinuxやmacOS、ChromeOS上で実行できるようになる。
CrossOverはCodeWeaversによって開発されており、オープンソースのWindows互換レイヤーであるWineに基づいている。CodeWeaversはWineのソースコードを編集し、互換性保持のためのパッチの適用、より使い勝手の良い設定ツールやインストールを自動化するスクリプトの追加、そして技術サポートを提供している。Wineのソースコードに対してなされたすべての変更はLGPLによって保護されており、一般に公開されている。CodeWeaversは、多様なWindowsアプリケーションがCrossOver上でどれほど良く動くかについてのオンラインデータベースを管理している。

## 種類

### CrossOver Linux
CrossOver LinuxはCrossOverのオリジナルのバージョンである。GNOMEとKDEデスクトップ環境を適切に統合することで、Windowsアプリケーションが各Linuxディストリビューション間でシームレスに動作可能になることを目標としている。バージョン6以前はCrossOver Officeと呼ばれていた。CrossOver Linuxは当初、Standard版とProfessional版が提供されていた。Standard版は1つのシステム上で1人のユーザーが使うことを想定していた。Professional版は1つのシステム上で複数ユーザーが使えるのに加えて、法人ユーザー向けに、強化されたデプロイメントおよび管理機能が提供された。2012年、CrossOver Linux 11のリリースによってこれらの異なるエディションは一つの製品へと統合された。

### CrossOver Mac
2005年、Appleは自社のコンピューターにおけるPowerPCからIntelベースのシステムへの移行を発表した。これにより、CodeWeaversはMac OS X版のCrossOver Officeである「CrossOver Mac」を開発することが可能になった。
CrossOver Macは2007年1月10日にリリースされた。 2008年6月17日のCrossOver Mac 7の公開によって、CrossOver MacはLinux版と同様にStandard版とProfessional版に分かれた。Standard版には６ヶ月のサポートと更新が含まれ、Professional版には１年間のサポートと更新に加え、CrossOver Gamesが無料で付属していた。2012年、CrossOver Mac 11のリリースとともにこれらのエディションは「CrossOver Mac」として再統合された。
2019年、macOS Catalinaは32ビット互換の環境を廃止し、64ビットのみのシステムになった。2019年12月、CodeWeaversは32ビットのライブラリが存在しない環境でも32ビットのWindowsアプリケーションを実行できる、CrossOver 19をリリースした。 "wine32on64"として知られるこの技術は、改変されたLLVMを使用し64ビットのWineで32ビットのアプリケーションを動かせるようにする追加のサンクコードをビルドすることが必要である。
2023年6月上旬、CodeWeaversはCrossOver 23にmacOS上でのDirectX 12の早期サポートが追加されることを告知した。 WWDC 23で、AppleはCrossOver/Wineに基づき、WindowsゲームをmacOS上で動かせるGame Porting Toolkitを発表した。Appleはこのツールキットに関し、CodeWeaversとは協力しなかった。 2023年9月、CodeWeaversはCrossOver 23.5を公開し、Game Porting Toolkitを利用したD3DMetalとGStreamerのサポートが追加された。

### 構成要素のバージョン情報
実際のパッケージの複雑さの例:
- CrossOver v19.0.0 (2019): Wine v4.12[10]
- CrossOver v20.0.0 (2020): Wine v5.0
- CrossOver v21.0.0 (2021): Wine v6.0, DXVK 内蔵 (オプション) v1.5, DXVK アップストリーム (オプション) v1.7[11]
- CrossOver v21.1.0 (2021): Wine v6.3, DXVK 内蔵 (オプション) v1.5, DXVK アップストリーム (オプション) v1.7
- CrossOver v21.2.0 (2022): Wine v6.3, DXVK 内蔵 (オプション) v1.5, DXVK アップストリーム (オプション) v1.7
- CrossOver v22.0.0 (2022): Wine v7.0, VKD3D 1.3, DXVK 内蔵 (オプション) v1.5, DXVK アップストリーム (オプション) v1.8
- CrossOver v22.1.0 (2023): Wine v7.7, VKD3D 1.5, DXVK 内蔵 (オプション) v1.7, DXVK アップストリーム (オプション) v1.8
- CrossOver v23.0.0 (2023): Wine v8.0.1, Wine Mono 7.4.0, VKD3D 1.8, DXVK 内蔵 (オプション) v1.10.3, DXVK アップストリーム (オプション) v2.2, MoltenVK 1.2.3
- CrossOver v24.0.0 (2024): Wine v9.0, Wine Mono 8.1.0, VKD3D 1.10, DXVK 内蔵 (オプション) v?, DXVK アップストリーム (オプション) v2.?, MoltenVK 1.2.5

### 廃止された製品
現在、CrossOverにはかつてのCrossOver Games、StandardそしてProfessionalの機能が含まれている。このようなエディションごとに分かれたCrossOverは現在リリースされていない。
CrossOver Gamesは2008年3月10日に発表され、最新のWineへの修正を適用しユーザーが多くの種類のゲームをプレイできるようにすることが目指されていた。 Wineプロジェクトの更新された項目のうち、受理されたものをCrossOverに組み込むために毎週〜毎月更新されることが期待された。一方、通常のCrossOver Officeはより安定性と生産性ソフトウェアに重点が置かれており、ベータ版や正式版のリリースよりずっと遅かった。CrossOver Gamesは十分な更新頻度を持続できず、分離された目的を果たせなかった。そのため2012年、CrossOver Gamesは廃止され、CrossOverに再統合された。
CrossOver Serverはシンクライアント上でWindowsアプリケーションを実行できるようにするためのCrossOver Linuxであった。その多くの機能がCrossOver Linux Professionalに含まれていたため、2007年に廃止された。

## 無料配布
2008年10月28日、Lame Duck Challengeの結果として、CodeWeaversは全製品を無償で提供した。CodeWeaversのWebサイトはその日のアクセスの多さで一時的に置き換えられた。 CodeWeaversによると、10月28日には最低でも750,000もの製品登録がなされたという。
2012年10月31日、CodeWeaversは”Flock the Vote”と題して２度目の無料配布を行った。 CodeWeaversは、アクティビズムを促進するため、もし100,000人ものアメリカ人有権者が選挙日に無党派に投票したらこのような無料配布をすると約束した。100,000人以上のアメリカ人有権者が誓約したため、CodeWeaversは全世界の人々がCrossOver LinuxまたはMacを入手し、製品登録できるようにした。

## 参照
- Wine
- PlayOnMac
- PlayOnLinux
- Darwine